# Monophyllanthe
Monophyllanthe es un género con dos especies de plantas herbáceas perteneciente a la familia Marantaceae. Es originario de Sudamérica tropical.

## Especies
- Monophyllanthe araracuarensis
- Monophyllanthe oligophylla